# ليبيدوكروكيت
ليبيدوكروكيت هو معدن من معادن الأكاسيد الهيدروكسيدية، وهو يتكون كيميائياً من غاما-أكسيد هيدروكسيد الحديد γ-FeO(OH).
يعد هذا المعدن نادر الوفرة، ويتبلور وفق نظام بلوري معيني قائم، وتكون بلوراته صغيرة في العادو تصل أبعادها إلى قرابة 2 ميليمتر.
وصف أول مرة سنة 1813 في عينة عثر عليها بالقرب من منطقة مورافيا التشيكية، وأطلق عالم المعادن الألماني يوهان كريستوف أولمان Johann Christoph Ullmann عليه هذا الاسم من اللغة الإغريقية، من كلمتي λεπιδιον بمعنى قشرة وκρόκη بمعنى ليف إشارة إلى الهيئة البلورية التي ينتشر فيها هذا المعدن.